# إعلان الولايات المتحدة الحرب على ألمانيا (1917)

الرئيس وودرو ويلسون في عام 1919

أعلنت الولايات المتحدة الحرب على الإمبراطورية الألمانية في 6 أبريل 1917. وطلب الرئيس وودرو ويلسون عقد جلسة مشتركة خاصة لكونجرس الولايات المتحدة لإعلان الحرب في 2 أبريل 1917، والذي تم إقراره في مجلس الشيوخ في نفس اليوم ثم في مجلس النواب بعد أربعة أيام في 6 أبريل. ووقع ويلسون عليه ليصبح قانونًا في نفس اليوم، مما جعل الولايات المتحدة متورطة رسميًا في الحرب العالمية الأولى.
على الرغم من المعارضة الشديدة للحرب في البداية، أدت عدة حوادث إلى تحول الرأي العام في الولايات المتحدة إلى حد كبير ضد ألمانيا وحلفائها بحلول عام 1917. في خطابه أمام الكونجرس، صرح ويلسون أن الحرب ستجعل العالم "آمنًا للديمقراطية" واستشهد بقرار الإمبراطورية الألمانية باستئناف حرب الغواصات غير المقيدة باعتباره هجومًا ليس فقط على أوروبا، بل على الولايات المتحدة أيضًا.

## خطاب الرئيس ويلسون أمام الكونجرس

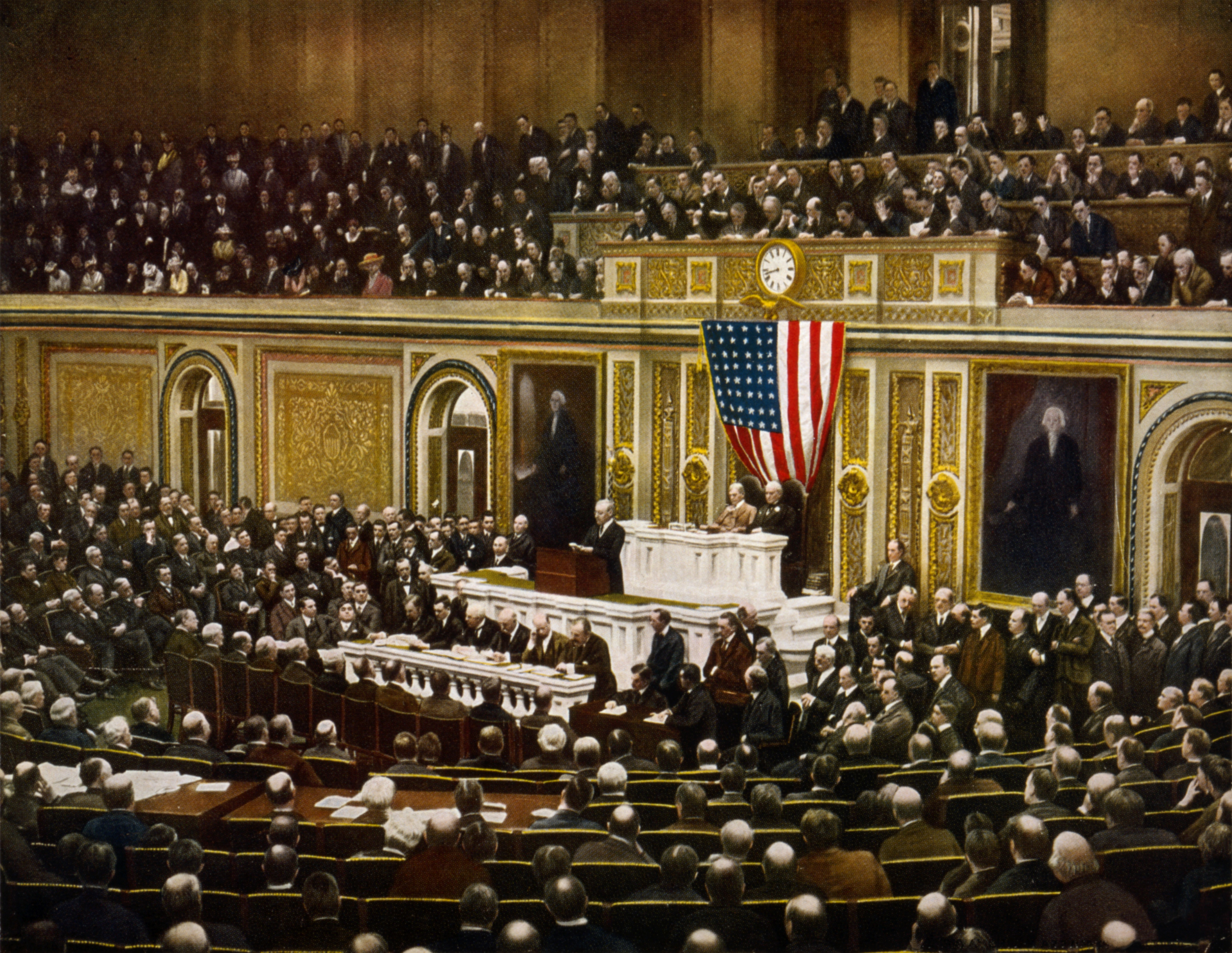
الرئيس وودرو ويلسون يطلب من الكونجرس إعلان الحرب على ألمانيا في 2 أبريل 1917.

في الثاني من أبريل عام 1917، طلب الرئيس وودرو ويلسون من الكونجرس إعلان الحرب على الإمبراطورية الألمانية (ولكن في الوقت الحالي، ليس ضد حلفاء ألمانيا) في خطاب جاء في نصه جزئيًا:
لقد دعوتُ الكونغرس إلى جلسة استثنائية لأن هناك خيارات سياسية جادة، بل بالغة الخطورة، يجب اتخاذها فورًا، وهو أمرٌ لم يكن من الصواب ولا من المسموح به دستوريًا أن أتحمل مسؤولية اتخاذه. في الثالث من فبراير الماضي، عرضتُ عليكم رسميًا الإعلان الاستثنائي للحكومة الإمبراطورية الألمانية، والذي يفيد بأنه في الأول من فبراير وما بعده، كان هدفها هو التخلي عن جميع القيود القانونية والإنسانية واستخدام غواصاتها لإغراق كل سفينة تحاول الاقتراب من موانئ بريطانيا العظمى وأيرلندا أو السواحل الغربية لأوروبا أو أيٍّ من الموانئ التي يسيطر عليها أعداء ألمانيا في البحر الأبيض المتوسط...

 عندما خاطبتُ الكونغرس في السادس والعشرين من فبراير الماضي، ظننتُ أنه يكفي تأكيد حقوقنا الحيادية بالسلاح، وحقنا في استخدام البحار ضد التدخل غير المشروع، وحقنا في حماية شعبنا من العنف غير المشروع. لكن يبدو الآن أن الحياد المسلح غير عملي... الحياد المسلح غير فعال بما فيه الكفاية في أحسن الأحوال؛ في مثل هذه الظروف وفي مواجهة مثل هذه الادعاءات، فهو أسوأ من عدم فعاليته: من المرجح أن يؤدي فقط إلى ما كان من المفترض منعه؛ ومن المؤكد عمليًا أنه سيجرنا إلى الحرب دون حقوق أو فعالية المتحاربين. هناك خيار واحد لا يمكننا اتخاذه، ونحن غير قادرين على اتخاذه: لن نختار طريق الخضوع ونتحمل تجاهل أو انتهاك أقدس حقوق أمتنا وشعبنا. إن الأخطاء التي نصطف ضدها الآن ليست أخطاء شائعة؛ إنها تقطع جذور الحياة البشرية.
"بإحساس عميق بالطابع المهيب وحتى المأساوي للخطوة التي أتخذها والمسؤوليات الجسيمة التي تنطوي عليها، ولكن في طاعة لا تتردد لما أعتبره واجبي الدستوري، أنصح الكونجرس بأن يعلن أن المسار الأخير للحكومة الإمبراطورية الألمانية ليس في الواقع أقل من حرب ضد حكومة وشعب الولايات المتحدة؛ وأنها تقبل رسميًا وضع الدولة المحاربة الذي فرض عليها؛ وأنها تتخذ خطوات فورية، ليس فقط لوضع البلاد في حالة دفاع أكثر شمولاً ولكن أيضًا لممارسة كل قوتها واستخدام كل مواردها لإجبار حكومة الإمبراطورية الألمانية على قبول الشروط وإنهاء الحرب..."

 يجب أن يُؤمَّن العالم للديمقراطية. ويجب أن يُرسَّخ سلامه على أسس الحرية السياسية الراسخة. لا نهدف إلى تحقيق غايات أنانية. لا نرغب في غزو أو سيادة. لا نسعى إلى تعويضات لأنفسنا، ولا إلى تعويض مادي عن التضحيات التي سنقدمها طواعية. لسنا سوى أحد المدافعين عن حقوق البشرية. وسنكون راضين عندما تُصان تلك الحقوق بقدر ما يضمنها إيمان الأمم وحريتها...

## نص الإعلان
حيث إن الحكومة الإمبراطورية الألمانية ارتكبت أعمال حرب متكررة ضد شعب الولايات المتحدة الأمريكية؛ لذلك، فليقرر مجلس الشيوخ ومجلس النواب في الولايات المتحدة الأمريكية المجتمعين في الكونجرس، أن حالة الحرب بين الولايات المتحدة والحكومة الإمبراطورية الألمانية، التي فُرضت على الولايات المتحدة، تُعلن رسميًا بموجب هذا؛ وأن الرئيس مُفوض ومُوجه بموجب هذا لاستخدام كامل القوات البحرية والعسكرية للولايات المتحدة وموارد الحكومة لشن الحرب ضد الحكومة الإمبراطورية الألمانية؛ ولإنهاء الصراع بنجاح، فإن جميع موارد البلاد مُتعهد بها بموجب هذا من قبل الكونجرس الأمريكي. 

## رد السيناتور لافوليت

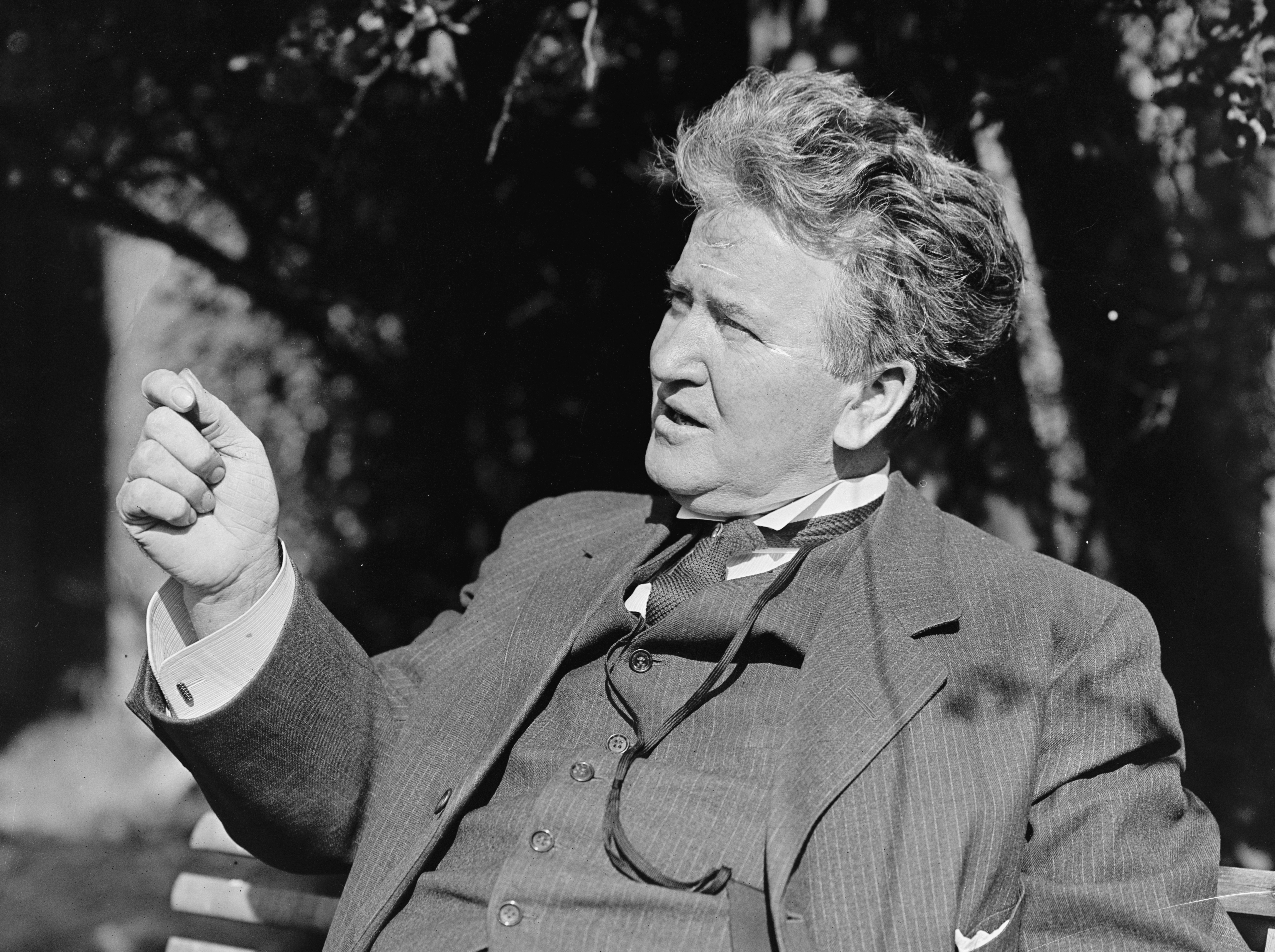
السيناتور روبرت لافوليت في عام 1912

أثناء مناقشة مجلس الشيوخ في الرابع من أبريل، ألقى السيناتور روبرت إم. لافوليت من ولاية ويسكونسن، زعيم الجمهوريين التقدميين (والمرشح الرئاسي للحزب التقدمي في عام 1924) خطابًا طويلًا معارضًا لإعلان الحرب، قال فيه:
أنا أتحدث الآن عن المبادئ. لا يُمكن التمييز بين المبادئ التي سمحت لإنجلترا بزرع ألغام في مساحة واسعة من المحيط الأطلسي وبحر الشمال لمحاصرة ألمانيا، والمبدأ الذي تسعى ألمانيا بموجبه، بغواصاتها، إلى تدمير جميع السفن التي تدخل منطقة الحرب التي حددتها حول الجزر البريطانية.

 تهدف الألغام الإنجليزية إلى تدمير كل سفينة تدخل منطقة الحرب التي حظرتها دون سابق إنذار، مما يؤدي إلى قتل أو إغراق كل راكب لا يجد سبيلاً للنجاة. وهذا لا يزيد ولا ينقص عما تحاول ألمانيا فعله بغواصاتها في منطقة حربها. لقد رضخنا لفعل إنجلترا دون احتجاج. ويُقترح الآن أن نخوض حربًا مع ألمانيا بنفس الفعل الذي قامت به...
أكرر أنه عندما تكون دولتان في حالة حرب، فإن أي دولة محايدة، للحفاظ على هويتها كدولة محايدة، يجب أن تفرض على الدولتين المتحاربتين نفس السلوك؛ ويجب على كليهما الالتزام بمبادئ القانون الدولي على قدم المساواة. إذا لم تلتزم دولة محايدة بذلك، فإن حقوقها في أعالي البحار - على حد تعبير الرئيس - نسبية وليست مطلقة. لا يوجد انتهاك أكبر لحيادنا من اشتراط التزام أحد الطرفين المتحاربين بمبادئ القانون المستقرة، وأن يتمتع الطرف الآخر بميزة عدم القيام بذلك. إن الاحترام الذي كان مطلوبًا من السلطات البحرية الألمانية أن توليه لحقوق شعبنا في أعالي البحار سيعتمد على مسألة ما إذا كنا قد فرضنا نفس الحقوق على أعداء ألمانيا. لو لم نفعل ذلك، لفقدنا هويتنا كدولة محايدة، وللأسف فقد شعبنا الحماية التي يتمتع بها المحايدين. كانت مسؤوليتنا مشتركة بمعنى أنه يجب علينا فرض نفس السلوك على كلا الطرفين المتحاربين.

 إن عدم معاملة الدول الأوروبية المتحاربة على قدم المساواة، وعدم رفض "مناطق الحرب" غير القانونية التي أنشأتها كل من ألمانيا وبريطانيا العظمى، هو المسؤول الوحيد عن معضلتنا الحالية. يجب ألا نسعى إلى إخفاء خطأنا وراء دخان المعركة، لنُلهب عقول شعبنا بأنصاف الحقائق في جنون الحرب، حتى لا يُدركوا السبب الحقيقي لها إلا بعد فوات الأوان. لا أعتقد أن شرفنا الوطني يُخدم بهذا النهج. الطريق الصحيح هو الطريق الشريف.

## الأصوات
في مجلس الشيوخ، مر القرار بأغلبية 82 صوتًا مقابل 6 أصوات (8 لم يصوتوا) في 4 أبريل.
في مجلس النواب، مُرر القرار في الساعة 3 صباحًا يوم 6 أبريل بتصويت 373-50 (8 لم يصوتوا). كان أحد المعارضين النائب الجمهوري جانيت رانكين من مونتانا، الذي أصبح فيما بعد العضو الوحيد في أي من مجلسي الكونجرس الذي صوت ضد إعلان الحرب ضد الإمبراطورية اليابانية في 8 ديسمبر 1941.

### التفصيل حسب الحزب السياسي والمنطقة الجغرافية

#### مجلس الشيوخ
| تصويت مجلس الشيوخ حسب الحزب                   | نَعَم | لا | ن/ف | هامِش  |
| --------------------------------------------- | --- | -- | --- | ----- |
| نسبة مئوية                                    | 93% | 7% |     | + 86% |
| 96 عضوًا                                       | 82  | 6  | (8) | + 76  |
| 54 ديمقراطيًا                                  | 44  | 3  | (7) | + 41  |
| 42 جمهوريًا                                    | 38  | 3  | (1) | + 35  |
| المصدر : GovTrack. الولايات المتحدة الأمريكية |     |    |     |       |

صوّت أربعة وأربعون (44) عضوًا ديمقراطيًا وثمانية وثلاثون عضوًا جمهوريًا في مجلس الشيوخ لصالح الإعلان. وصوّت ثلاثة ديمقراطيين وثلاثة جمهوريين ضده. ولم يصوّت سبعة ديمقراطيين وجمهوري واحد.
وفي مجلس الشيوخ الأميركي، أدلى الأعضاء الجمهوريون آسلي جرونا (داكوتا الشمالية)، وروبرت لافوليت (ويسكونسن)، وجورج دبليو نوريس (نبراسكا)، إلى جانب الأعضاء الديمقراطيين هاري لين (أوريغون)، وويليام ستون (ميسوري)، وجيمس فاردامان (ميسيسيبي)، بالأصوات السلبية.
لم يصوت أحد أعضاء مجلس الشيوخ الجمهوريين (ناثان جوف من غرب فرجينيا)، ولم يصوت سبعة ديمقراطيين أيضًا: جون إتش بانكهيد (ألاباما)، وتوماس جور (أوكلاهوما)، وهنري إف هوليس (نيو هامبشاير)، وفرانسيس جي نيولاندز (نيفادا)، وجون والتر سميث (ميريلاند)، وتشارلز إس توماس (كولورادو)، وبنجامين تيلمان (جنوب كارابوك).

#### مجلس النواب
| تصويت مجلس النواب حسب الحزب                   | نَعَم | لا  | ن/ف | هامِش  |
| --------------------------------------------- | --- | --- | --- | ----- |
| نسبة مئوية                                    | 88% | 12% |     | + 76% |
| 431 عضوًا                                      | 373 | 50  | (8) | + 323 |
| 213 جمهوريًا                                   | 176 | 32  | (5) | + 144 |
| 212 ديمقراطيًا                                 | 193 | 16  | (3) | + 177 |
| 3 تقدميين                                     | 3   |     |     | + 3   |
| جمهوري مستقل                                  | 1   |     |     | + 1   |
| الاشتراكي                                     |     | 1   |     | - 1   |
| المحظور                                       |     | 1   |     | - 1   |
| المصدر : GovTrack. الولايات المتحدة الأمريكية |     |     |     |       |

صوّت ضدّ الإعلان ستة عشر ديمقراطيًا، واثنان وثلاثون جمهوريًا، والنائب الوحيد من حزب المنع، والنائب الاشتراكي الوحيد في مجلس النواب. في المقابل، صوّت جميع أعضاء الحزب التقدمي الثلاثة، والعضو الجمهوري المستقل الوحيد، لصالحه، بالإضافة إلى 193 ديمقراطيًا و176 جمهوريًا. (لم يصوّت خمسة جمهوريين وثلاثة ديمقراطيين على المسألة).
ومن بين الأعضاء الخمسين الذين صوتوا ضد القرار، كان 42 منهم يمثلون الولايات الغربية والغرب الأوسط (كما فعل خمسة من أعضاء مجلس الشيوخ الستة الذين صوتوا ضد القرار في مجلسهم).
ثلاثة فقط (جمهوري من ميشيغان، وديمقراطي من أوهايو، واشتراكي من نيويورك)  جاءوا من الولايات الشمالية الواقعة شرق إلينوي  وخمسة فقط (ديمقراطيون من ألاباما وتكساس وكارولينا)  من الولايات الجنوبية. 
(ولم يصوت أي ممثل من نيو إنجلاند  أو من ولايات الحدود شرقي ميسوري  ضد الإعلان.)
إن الممثلين الشماليين الثلاثة من أصل 168 الذين صوتوا ضد الإعلان يمثلون 2% من الوفود الشمالية، في حين أن الأعضاء الجنوبيين الخمسة الذين صوتوا بلا شكلوا 4% فقط من أصل 128 ممثلاً من الولايات الجنوبية والحدودية.
ومع ذلك، صوت تسعة من أصل 33 نائباً (27%) من الغرب الأقصى  ضد الإعلان: ثلاثة (ديمقراطي واحد، وجمهوري واحد، ومؤيد لحظر الكحول) من أصل أحد عشر نائباً في ولاية كاليفورنيا؛ واثنان من أصل خمسة نواب في ولاية واشنطن؛ واثنان من أصل أربعة نواب في ولاية كولورادو؛ وواحد (جانيت رانكين) من أصل اثنين في ولاية مونتانا؛ والممثل الوحيد لولاية نيفادا.
وكذلك فعل 33 من أصل 102 (32%) من الغرب الأوسط:  9 من أصل 11 عضوًا من ويسكونسن، 4 من أصل 10 من مينيسوتا، 6 من أصل 27 من إلينوي، 4 من أصل 15 من ميسوري، 3 من أصل 6 من نبراسكا، 3 من أصل 11 من أيوا، 2 من أصل 3 من ساوث داكوتا، و2 من أصل 8 من كانساس. (جميع معارضي الإعلان من الغرب الأوسط، البالغ عددهم 33، باستثناء ستة، كانوا جمهوريين؛ لكن أصوات الغرب الأقصى التسعة المعارضة للإعلان كانت منقسمة بالتساوي بين أربعة ديمقراطيين، وأربعة جمهوريين، ومؤيد واحد للحظر.) 

## التوقيعات
فور إقرار مجلس النواب للقرار، وقّعه رئيس المجلس، تشامب كلارك. وبعد حوالي تسع ساعات، في الساعة 12:14 ظهرًا، وقّعه نائب الرئيس توماس مارشال. وبعد أقل من ساعة، وقّعه الرئيس ويلسون في الساعة 1:11 ظهرًا، فأعلنت الولايات المتحدة رسميًا حربها على الإمبراطورية الألمانية. 

## مصاد
1. ↑  "Text Of The Declaration Of War Against Germany, World War I" نسخة محفوظة 2015-07-08 على موقع واي باك مشين. The National Center for Public Policy Research website. Retrieved 2010-14-7
2. ↑  Representatives ماير لندن of New York — the House's only Socialist Party member, Isaac Sherwood — an Ohio Democrat, and مارك ر. بيكون — a Michigan Republican
3. ↑  Michigan, Indiana, Ohio, Pennsylvania, New Jersey, New York and إنجلترا الجديدة
4. ↑  Representatives Claude Kitchin of North Carolina, فريدريك إتش. دومينيك of South Carolina, Edward B. Almon of Alabama, John L. Burnett, also of Alabama, and A. Jeff McLemore of Texas
5. ↑  Virginia, North & South Carolina, Georgia, Florida, Alabama, Mississippi, Arkansas and Louisiana
6. ↑  Maine, New Hampshire, Vermont, Massachusetts, Rhode Island and Connecticut
7. ↑  Tennessee, Kentucky, West Virginia, Maryland and Delaware
8. ↑  California, Oregon, Washington, Idaho, Montana, Wyoming, Colorado, Utah, Nevada, Arizona and New Mexico
9. ↑  Illinois, Wisconsin, Minnesota, Iowa, Missouri, Oklahoma, Kansas, Nebraska, South Dakota and North Dakota
10. ↑  In other words — in addition to the New York Socialist and the California Prohibitionist — 5 of the 16 Democratic opponents of the war came from the South, 1 from Ohio, 6 from the rest of the Mid-West and 4 from the Far West, while the 32 Republican opponents can be divided less evenly between 27 Midwesterners, 4 Westerners and 1 Michigander. ¶ Arranged alternately by region, all 5 Southern opponents were Democrats; the 3 Northern opponents split evenly between 1 Democrat, 1 Republican and 1 Socialist; the 33 Midwestern opponents divided between 27 Republicans and 6 Democrats; and the 9 Western opponents divided evenly between 4 Democrats, 4 Republicans and 1 Prohibitionist.
11. ↑  Staff (6 أبريل 1917). "U. S. at War with Germany; President Signs Resolution". Evening Star. Washington, D.C. ص. 1. مؤرشف من الأصل في 2025-03-08. اطلع عليه بتاريخ 2017-04-06.

## روابط خارجية
- "إعلان الحرب على ألمانيا، الحرب العالمية الأولى (SJRes. 1)" موقع مجلس الشيوخ الأمريكي
- خرائط أوروبا في وقت إعلان الولايات المتحدة للحرب على موقع omniatlas.com
- دخول أمريكا إلى الحرب العالمية الأولى، 1917 ، وزارة الخارجية الأمريكية (موقع الأرشيف الرسمي، تم استرجاعه في 29 ديسمبر 2022)